# St. Antonius von Padua (Jagenbach)

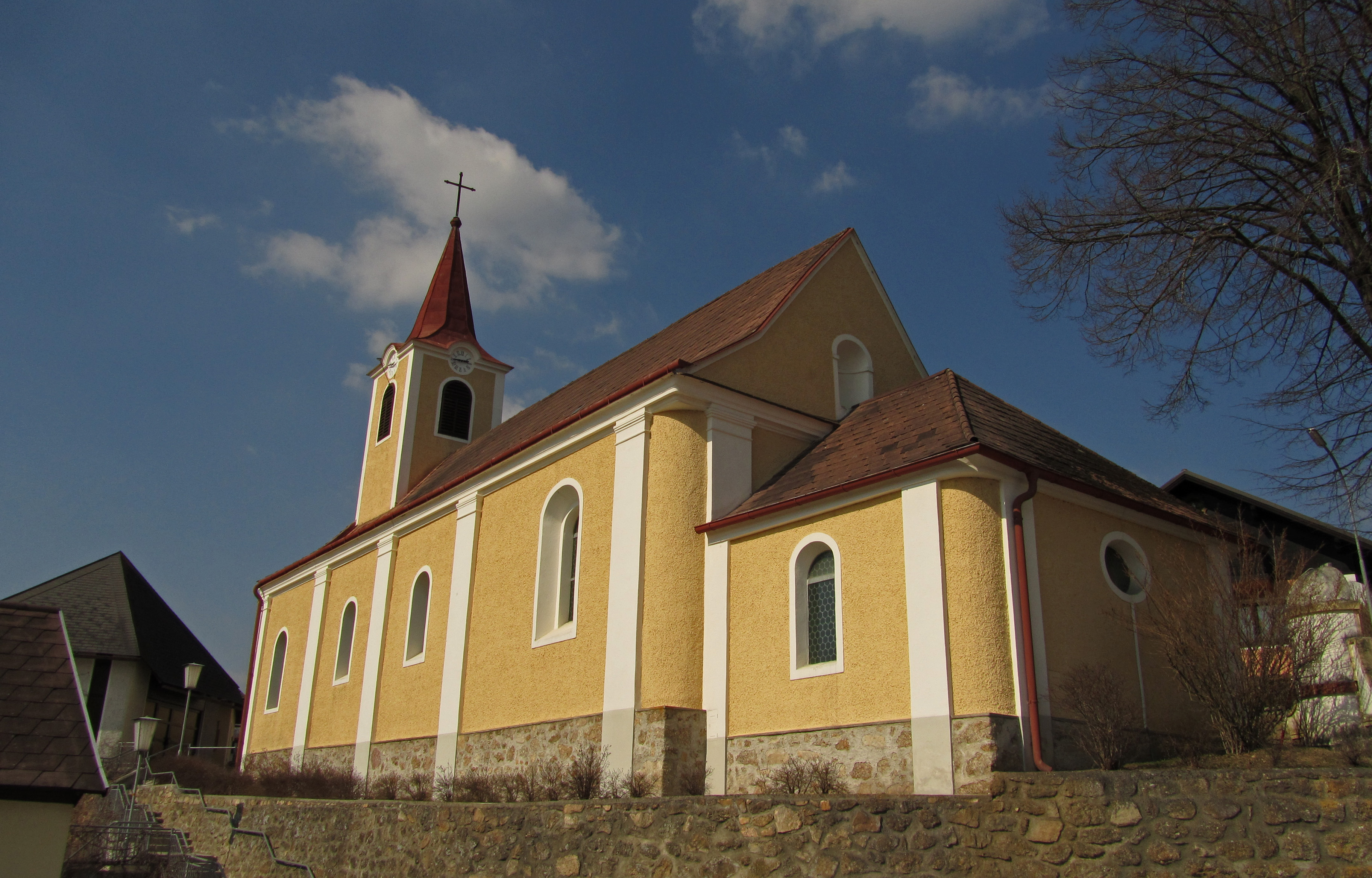
Pfarrkirche Jagenbach

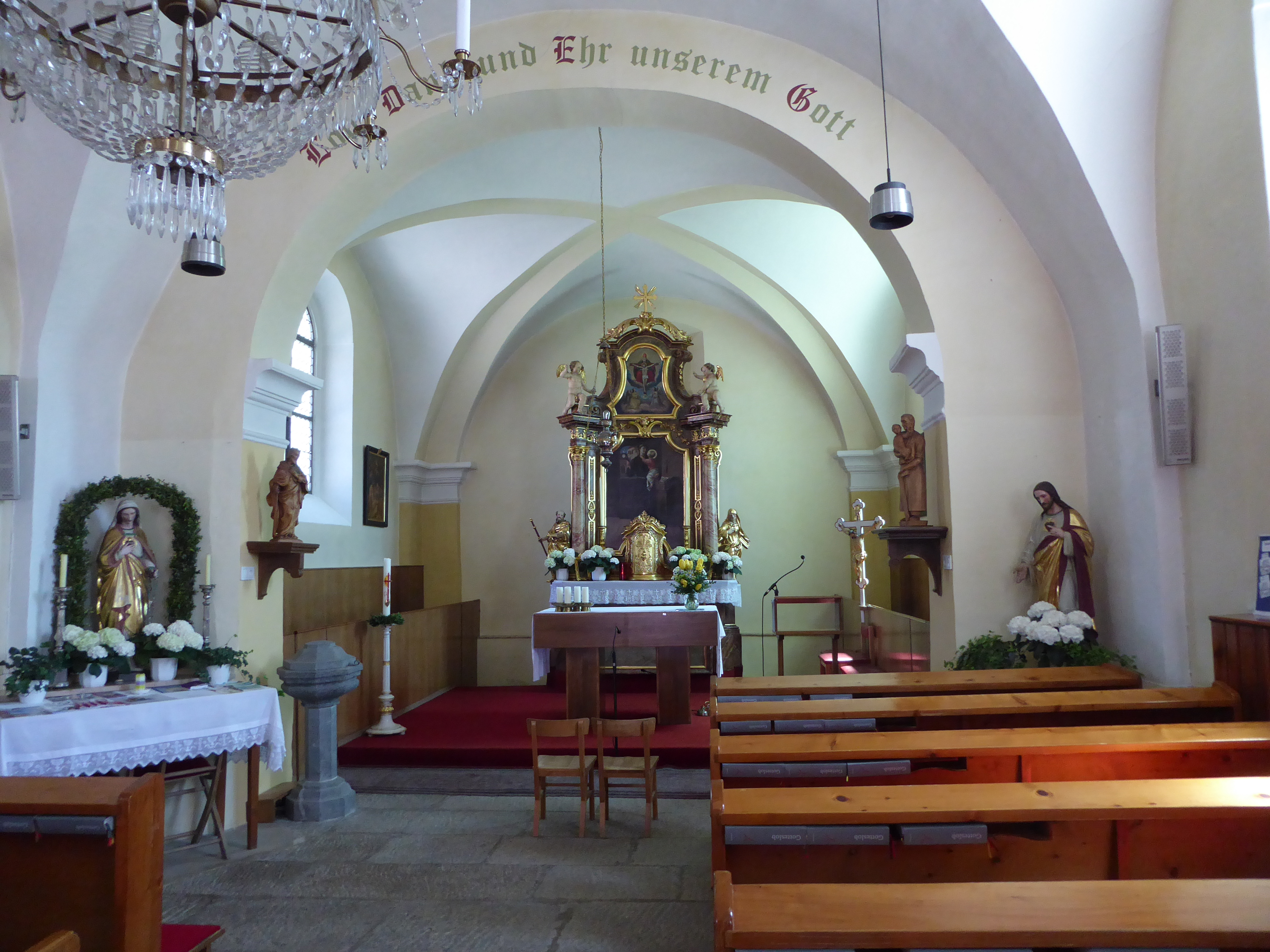
Innenansicht

Die römisch-katholische Pfarrkirche St. Antonius von Padua am Rande des Angers der niederösterreichischen Ortschaft Jagenbach ist eine einfache, denkmalgeschützte Landkirche (Listeneintrag) aus der ersten Hälfte des 18. Jahrhunderts. Sie wurde 1746 als Kapelle urkundlich erwähnt und um 1880 an der Westseite um einen Zubau mit Turm erweitert. Die Pfarre Jagenbach besteht seit 1901 und gehört zum Dekanat Zwettl.

## Beschreibung
Dem lisenengegliederten Langhaus ist im Osten eine etwas schmälere und niedrigere Sakristei mit abgerundeten Ecken angebaut. Die Fassade ist von Rundbogenfenstern durchbrochen. Über dem westlichen Giebel erhebt sich ein Turm mit Spitzhelm. Das dreijochige Langhaus hat innen Kreuzgratgewölbe auf Pilastern mit vorkragenden Gesimsen. Darunter öffnet sich ein rundbogiger Triumphbogen zum gleich breiten Chor, der über ein Kreuzgratgewölbe auf Eckpilastern verfügt. Im Westen des Langhauses liegt ein gleich breiter, flach gewölbter Zubau mit Musikempore auf achtseitigen Granitpfeilern. Der barocke Hochaltar aus der Mitte des 18. Jahrhunderts ist aus marmoriertem Holz angefertigt. Er hat vorgestellte Säulen und Seitenfiguren der Heiligen Joachim und Anna. Das Altarblatt zeigt den Kirchenpatron Antonius von Padua. Am Aufsatzbild aus der Zeit um 1900 ist eine Dreifaltigkeitsdarstellung zu sehen.
Zum Inventar der Kirche gehört außerdem eine Orgel, die 1848 von Andreas Stöger gebaut wurde.